# 月
月是用於日曆中的一個時間單位，它大約與月球的相位週期，朔望月的平均長度一樣長；在英文，月和月球這兩個詞是同源的。月的傳統概念是依據月相的循環制定的，這樣的月是陰曆與農曆的朔望月，它的長度平均大約是29.53日，一個地球年相當於12.37個朔望月。從出土的帳目棍，研究人員推斷出造在舊石器時代人們就根據月相計算天數。朔望月是依據月球相對於日-地系統的相位週期，仍然是現今許多曆法的基礎，並被用來劃分年。
從羅馬曆系統發展出來的陽曆，例如國際上使用的格里曆，將一年分為12個月，除了2月之外，每個月不是30天就是31天。月份的名稱是從拉丁名稱和對羅馬重要的事件轉化成英文。現今的9至12月因為在羅馬曆中是7至10月，因此是以拉丁數字的7至10的名稱命名。在現代公曆中，唯一具有可變天數的月份是2個月，它在閏年有29天，平年則只有 28 天。

## 天文學中月的類型
以下類型的「月」在天文學中都有重要意義，其中很多是在《巴比倫的月球天文學》第一次提到與認可，但沒有提到恆星月和回歸月的差別。
1. 恆星月（sidereal month）定義為月球在非旋轉參考系中的軌道周期（平均等於它在同一參考系中的自轉週期），大約為27.32166天（27天7小時43分11.6秒）。它大概等於月球兩次通過「固定的」恆星所需的時間（因為所有恆星都有非常微弱的自行，沒有真正固定的位置，因此不同的恆星會產生不同的結果。）。
2. 朔望月（synodic month）是最常見的月球週期，定義為地球上的觀察者看到特定相位（如新月或滿月）接續出現兩次之間的時間間隔。朔望月的平均長度為29.53059天（29天12小時44分鐘2.8秒）。由於月球繞地球的軌道離心率（地球繞太陽的橢圓軌道離心率較小），每一個朔望月的長度變化最多可以長達7個小時。
3. 分至月或回歸月（tropical month）是月球兩次通過天空同一個分點的平均時間。它是27.32158天。由於歲差，它比恆星月（27.32166天）略短。
4. 近點月（anomalistic month）是月球從近地點（月球軌道上離地球最近的點）經過遠地點再回到近地點所需的平均時間。一個近點月平均約為27.55455天。
5. 交點月（draconic month）也稱為龍月或食月，是月球從一個交點（月球軌道與地球軌道平面相交的兩點之一）經過另一個交點再回到最初的交點的平均時間。一個交點月約為27.21222天。

地月系統繞太陽公轉的方向與月亮繞地球公轉的方向相同，而從地球看太陽相對於恆星每日向東移動約一度，月球也是如此但每天約13度，因此大約需要多2.2天的時間，日、地、月才能重現相同的幾何位置。這時，地球上才能看到月球重現相同的相位，所以朔望月比恆星月長了約2.2天。
近點月比恆星月長，也是因為近地點的運動方向與月球繞地球公轉的方向相同，大約每9年公轉一圈。因此，月球回到近地點的時間比月球回到同一顆恆星的時間長一些。
交點月比恆星月短，是因為當月球繞地球軌道運行時，交點會朝相反的方向移動（退行），18.6年內旋轉一圈。因此，月球返回同一個交點的時間略早於返回同一恆星的時間。

### 月的長度
下面是天文學上各種不同定義下的月的平均長度。這些數值都不是常數，所以列出線性（第一階）的長期變化項供參考：
選擇的曆元是J2000.0（2000年1月1日12:00 地球時，TT）：
| 恆星月 | 27.321661547 + 0.000000001857×y days |
| 分至月 | 27.321582241 + 0.000000001506×y days |
| 近點月 | 27.554549878 − 0.000000010390×y days |
| 交點月 | 27.212220817 + 0.000000003833×y days |
| 朔望月 | 29.530588853 + 0.000000002162×y days |

註：時間採用曆書時（更明確的說是地球時），一天有86,400秒（SI）。  y 代表自J2000.0所經歷的“年”，採用儒略曆年，一年為365.25天。還需要注意在曆法的計算中是以日為單位並採用世界時，因為地球的自轉有週期性且不可預期的微小變化，因此與地球時之間需作時間差（ΔT）的修正。在2025年，ΔT = 75秒，即TT = UT + 75。

## 曆法的結果
在最簡單的層面上，大多數著名的陰曆都是基於最初的近似值，即 2 個陰曆持續59 太陽日：一個30天的「大月」（整月），然後是一個29天的「小月」（空月），但這只是近似的規律，並且經常需要置閏，即以閏日來修正。
此外，朔望月並不容易融入太陽年，這使得要準確結合兩個週期的陰陽曆規則變得複雜。這個問題最常見的解決方案是默冬章]，它利用了235個陰曆月大約是19個回歸年（加起來大約是6,940天）的事實：19年中有12年有12個陰曆月，另外7年有長達13個的陰曆月。然而，隨著歲月的流逝，基於默冬曆的年，每2個世紀就會與太陽年相差大約一天。使用默冬章的曆法包括大約21世紀前的安提基特拉機械使用的日曆，以及希伯來曆。
此外，在純陰曆中，一年被定義為總是只有12個陰曆月，所以一年是354 或355天：伊斯蘭曆就是最好的例子。因此，伊斯蘭年比太陽年短約11天，並且以大約33個太陽年（= 34個陰曆年）的循環：伊斯蘭新年在每個格里曆年（太陽年）都有不同的日期。
純粹的太陽曆通常有不再與月相相關的月份，而只是基於太陽相對於分點和至點的運動，或者像廣泛使用的格里曆那樣純粹是約定俗成的。
準確的陰陽曆所需的複雜性規律，可以解釋為什麼在大多數社會中，陽曆通常取代陰陽曆和陰曆成為最通用的民用曆。

## 各種曆中的月份

### 陰曆月初
希臘曆、希伯來陰陽曆和伊斯蘭陰曆都以細長的眉月，即新月的首見日做為每個月的開始（第一天）。
然而，月球在其軌道中的運動非常複雜，其週期也不是恆定的。每次實際觀測的開始日期和時間取決於確切的地理經度和緯度、大氣條件、觀察者的視力等。因此，無法準確預測由觀測定義的月份開始和長度。
雖然有些人，例如正統伊斯蘭教和猶太教的卡拉教派，仍然依賴於實際的月球觀測，但依賴天文計算和表格方法在實際中越來越普遍。
平格拉佩語是一種來自密克羅尼西亞的語言，也使用陰曆。它們的日曆有12個相關聯的月。月亮第一次出現是March這沒有道理的，因為“幾百年和幾代人”以前，“三月”的概念是未知的。，他們把這個月命名為“Kahlek”。這個系統已經使用了數百年，並且已經使用了很多代。他們的曆是循環的，依賴於月亮的位置和形狀。

### 阿洪姆曆
在阿洪姆的60進制的阿洪姆曆（英語：Ahom calendar）被稱為拉尼，第一個月是度聖。
| 月序 | 名稱          | 阿洪姆手跡 | 公曆月    |
| ---- | ------------- | ---------- | --------- |
| 1    | Duin-Shing    | 𑜓𑜢𑜤𑜃𑜫 𑜋𑜢𑜂𑜫      | 11月-12月 |
| 2    | Duin-Kam      | 𑜓𑜢𑜤𑜃𑜫 𑜀𑜪       | 12月-1月  |
| 3    | Duin-Tsam     | 𑜓𑜢𑜤𑜃𑜫 𑜏𑜪       | 1月-2月   |
| 4    | Duin-Shi      | 𑜓𑜢𑜤𑜃𑜫 𑜏𑜢       | 2月-3月   |
| 5    | Duin-Ha       | 𑜓𑜢𑜤𑜃𑜫 𑜑𑜡       | 3月-4月   |
| 6    | Duin-Rok      | 𑜓𑜢𑜤𑜃𑜫 𑜍𑜤𑜀𑜫      | 4月-5月   |
| 7    | Duin-Shit     | 𑜓𑜢𑜤𑜃𑜫 𑜋𑜢𑜄𑜫      | 5月-6月   |
| 8    | Duin-paet     | 𑜓𑜢𑜤𑜃𑜫 𑜆𑜢𑜤𑜄𑜫      | 6月-7月   |
| 9    | Duin-kauo     | 𑜓𑜢𑜤𑜃𑜫 𑜀𑜰𑜫      | 7月-8月   |
| 10   | Duin-sip      | 𑜓𑜢𑜤𑜃𑜫 𑜏𑜢𑜆𑜫      | 8月-9月   |
| 11   | Duin-tsip-it  | 𑜓𑜢𑜤𑜃𑜫 𑜏𑜢𑜆𑜫 𑜒𑜪𑜄𑜫   | 9月-10月  |
| 12   | Duin-sip-song | 𑜓𑜢𑜤𑜃𑜫 𑜏𑜢𑜆𑜫 𑜁    | 10月-11月 |

### 羅馬曆
羅馬曆經過多次改革，歷史上至少有三次重大的改革。最後三次改革的羅馬曆依序被稱為「儒略曆」、「奧古斯都曆」和「格里曆」。
西元前46年，古羅馬儒略·凱撒（Julius Caesar）依亞歷山卓天文家索西琴尼建議修訂古羅馬曆而制定儒略曆時，將一年365天分為十二個月，並規定單數月為31天，雙數月為30天。但是這樣一來，一年變成366天，所以就從二月份扣掉一天，於是，平年時二月只有29天，閏年則有30天。也就是說，一開始二月的天數就比別的月份少。
那是因為在古羅馬時代，二月份是處決人犯的月份，所以就從較不吉利的月份扣除。
後來到了西元前八年，羅馬議會將八月改成奧古斯都皇帝（Augustus Caesar）的名字，叫做 August，同時為了表示他和凱撒的功勳一樣偉大，於是將八月改為大月，變成31天，使它和紀念凱撒（Julius Caesar）的七月（July）天數相同。而八月以後的大、小月全都反過來，於是九月和十一月變成30天，而十月和十二月則變成31天。但是這樣一來，一年又變成366天了，於是又從二月扣掉一天。從此，二月在平年時只有28天，閏年時則是29天，並沿用至今。
格里曆，如同之前的羅馬曆法，有十二個月，其英國化的名稱是：
| 次序 | 名稱                  | 天數        |
| ---- | --------------------- | ----------- |
| 1    | January               | 31          |
| 2    | February              | 28 29在閏年 |
| 3    | March                 | 31          |
| 4    | April                 | 30          |
| 5    | May                   | 31          |
| 6    | June                  | 30          |
| 7    | July 以前是Quinctilis | 31          |
| 8    | August 以前是Sextilis | 31          |
| 9    | September             | 30          |
| 10   | October               | 31          |
| 11   | November              | 30          |
| 12   | December              | 31          |
- 一月（Januarius）：名字来自古罗马神话的门神雅努斯。
- 二月（Februarius）：名字来自古罗马的牧神節。
- 三月（Martius）：名字来自古罗马神话的战神玛尔斯。
- 四月（Aprilis）：名字来自拉丁語aperire，意思为“开始”，意味着春天开始。
- 五月（Maius）：名字来自古罗马神话的土地女神迈亚，或来自拉丁语詞 maiores（意为「较年长者」）。
- 六月（Junius）：名字来自古罗马神话的女神朱诺，或来自拉丁语詞 iuniores（意为「较年轻者」）。
- 七月（Julius，原名Quintilis）：古罗马曆只有10个月，这是第五月，原名是“第五”的意思，因为凱撒是这月出生的，经元老院一致通过，将此月改为凱撒的名字“儒略”。
- 八月（Augustus，原名Sextilis）：原名是“第六”的意思，因为后来屋大维是死于此月，元老院将此月改为他的称号“奥古斯都”。
- 九月（September）：拉丁语“第七”的意思。
- 十月（October）：拉丁语“第八”的意思。
- 十一月（November）：拉丁语“第九”的意思。
- 十二月（December）：拉丁语“第十”的意思。

在凸起的指關節頂部（黃色）： 31天
在指關節之間（藍色）：30天
2月（紅色）有28或29天

音樂鍵盤的白色鍵對應於31天的月份。（“F”對應於 1 月）

著名的助記詞“九月三十天”是英語世界中教授月份長度的常用方法。每一個人手的四個手指的指關節和它們之間的空間可以用來記住月份的長度。通過握拳，每個月都會被列為一個手牌。所有落在指關節上的月份都是31天，而落在它們之間凹陷的月份是30天，只有會改變的2月是記憶中的例外。當達到食指的指關節時（7月），轉到另一個拳頭上的第一個指關節，緊挨著第一個指關節（或回到第一個指關節），然後繼續八月。這種教給小學生的物理助記詞，即使沒有幾個世紀，也有幾十年了。
這種週期性的月份長度模式與寬白鍵（31天）和窄黑鍵（30天）的音樂鍵盤交替相匹配。註記的“F”對應於“一月”，註釋“F♯對應於“二月”，即特殊的 28-29 日月份，依此類推。

### 格勒哥里曆
格勒哥里曆是世界上大多數地方使用的曆法，是教宗格勒哥里十三世（Pope Gregory XIII）在1582年10月引進的曆法，作為對儒略曆（Julian calendar）的修改和替代。主要的變化是對閏年的加入進行了不同的劃分，使平均行事曆年長365.2425天，更接近由地球繞太陽公轉决定的365.2422天的回歸或太陽年。

#### 數值關係
格勒哥里曆中的平均月長為30.436875天。
不包括2月份在內的任何連續五個月都包含153天。

#### calends、nones、和ides
儒略曆之前的羅馬曆（儒略前曆法）月份包括：
- "閏月"：一個閏月偶爾會在二月之後插入，以重新調整行事曆。
- Quintilis：後來更名為Julius，以尊榮尤利烏斯·凱撒。
- Sextilis：後來更名為Augustus ，以尊榮奧古斯都。

羅馬人將月分為三個部分，他們稱之為calends、nones和 ides；他們的系統有些複雜。 
ides是八個月中的第13天，但在三月、五月、七月和十月，它們是第15天。 nones 總是出現在 ides 之前的 8 天（一個羅馬的"星期"），即在一個月的第5天或第7天。calends永遠是每個月的第一天，在凱撒的改革之前，除了二月和閏月之外，在ides之後有完整的十六天（兩個羅馬星期）。

#### 格勒哥里曆中日期、工作日和月份之間的關係
在一個月內，以下日期落在一星期的同一天：
- 01、08、15、22、和29（例如，在2021年1月，所有這些日期都落在星期五）。
- 02、09、16、23、和30（例如，在2021年1月，所有這些日期都落在星期六）。
- 03、10、17、24、和31（例如，在2021年1月，所有這些日期都落在星期日）。
- 04、11、18、和25（例如，在2021年1月，所有這些日期都落在星期一）。
- 05、12、19、和26（例如，在2021年1月，所有這些日期都落在星期二）。
- 06、13、20、和27（例如，在2021年1月，所有這些日期都落在星期三）。
- 07、14、21、和28（例如，在2021年1月，所有這些日期都落在星期四）。

有些月份具有相同的日期/工作日結構。
在平年：
- 一月和十月（例如，在2021年，它們從星期五開始）。
- 二月、三月和十一月（例如，在2021年，他們從星期一開始）。
- 四月和七月（例如，在2021年，他們從星期四開始）。
- 九月和十二月（例如，在2021年，他們從星期三開始）。
- 1月1日和12月31日屬於同一個工作日(例如，2021年都是星期五）。

在閏年：
- 二月和八月（例如，在2020年，他們從星期六開始）。
- 三月和十一月（例如，在2020年，他們從星期日開始）。
- 一月、四月和七月（例如，在2020年，他們從星期三開始）。
- 九月和十二月（例如，在2020年，他們從星期二開始）。
- 二月29日（閏日）：與二月1日、8日、15日、22日和八月1日（見上文；例如2020年的星期六）在同一個工作日。

### 希伯來曆
希伯來曆又稱猶太曆，一年有12或13個月，是由猶太教創造的古老曆法，也是以色列目前使用的國曆（與公曆並用）。這是一種陰陽合曆，每月以月相為準，並設置閏月，使曆年和太陽年週期一致。近代，該曆法規則脫離天文曆法（Astronomical Calendar）轉為數值曆法（Arithmetical Calendar），詳細資訊請參閱英文版維基百科。 
1. Nisan：30天（ניסן）
2. Iyar：30天（אייר）
3. Sivan：30天（סיון）
4. Tammuz：29天（תמוז）
5. Av：30天（אב）
6. Elul：29天（אלול）
7. Tishri：30天（תשרי）
8. Marcheshvan：29或30天（מַרְחֶשְׁוָן）
9. Kislev：30或29天（כסלו）
10. Tevet：29天（טבת）
11. Shevat：30天（שבט）
12. Adar 1：30天，閏月（אדר א）
13. Adar 2：29 天（אדר ב）

Adar 1在19年內只會插入7次。通常情况下，Adar 2簡稱為Adar。

### 伊斯蘭曆
伊斯蘭曆或回曆，為目前伊斯蘭教國家通用的曆法，正式名稱為哈吉來/希吉來曆。伊斯蘭曆是一種純陰曆，也是現今仍在使用的曆法中唯一的陰曆，一年中只有十二個月。它們的名稱如下：
1. Muharram（限制/聖月） محرّم
2. Safar（無效/憂鬱） صفر
3. Rabī' al-Awwal或Rabi' I（春天開始） ربيع الأول
4. Rabī' ath-Thānī或Rabi' al-Aakhir/Rabi' II（春天結束） ربيع الآخر أو ربيع الثاني
5. Jumada al-Awwal或Jumaada I （第一個旱月） جمادى الأول
6. Jumada ath-Thānī或Jumādā al-Thānī/Jumādā II（第二個旱月） جمادى الآخر أو جمادى الثاني
7. Rajab（問候月，第二個聖月） رجب
8. Sha'bān（分離月） شعبان
9. Ramadān（禁月，齋戒月） رمضان
10. Shawwāl（尾月，輕盈而充滿活力） شوّال
11. Dhu al-Qi'dah（休息月，禁止打鬥，第三個聖月） ذو القعدة
12. Dhu al-Hijjah（朝聖月，第四個聖月） ذو الحجة

有關伊斯蘭曆的更多資訊，請參閱伊斯蘭曆。

### 阿拉伯曆
| 格里曆月 | 格里曆月 | 阿拉伯月 | 阿拉伯月         |
| -------- | -------- | -------- | ---------------- |
| 一月     |          |          | Kanun Al-Thani   |
| 二月     |          |          | Shebat           |
| 三月     |          |          | Adhar            |
| 四月     |          |          | Nisan            |
| 五月     |          |          | Ayyar            |
| 六月     |          |          | Ḩazayran         |
| 七月     |          |          | Tammuz           |
| 八月     |          |          | ʕAb              |
| 九月     |          |          | Aylul            |
| 十月     |          |          | Tishrin Al-Awwal |
| 十一月   |          |          | Tishrin Al-Thani |
| 十二月   |          |          | Kanun Al-Awwal   |

### 印度教曆
印度教曆有各種月份命名系統。農曆的月份是：
|    | 梵文名字       | 泰米爾語       | 泰盧固語名稱        | 尼泊爾語                                             |
| -- | -------------- | -------------- | ------------------- | ---------------------------------------------------- |
| 1  | Chaitra（}}）  | Chitirai（சித்திரை）   | Chaithramu（చైత్రము）      | Chaitra（चैत्र/चैत）                                          |
| 2  | Vaiśākha（वैशाख）   | Vaikasi（வைகாசி）    | Vaisaakhamu（వైశాఖము）     | Baisakh（बैशाख）                                          |
| 3  | Jyeṣṭha（ज्येष्ठ）    | Aani（ஆனி）       | Jyeshttamu（జ్యేష్ఠము）      | Jesth（जेष्ठ/जेठ）                                            |
| 4  | Ashadha（आषाढ）    | Aadi（ஆடி）       | Aashaadhamu（ఆషాఢము）     | Aasad（आषाढ/असार）                                            |
| 5  | Śrāvaṇa（श्रावण）    | Aavani（ஆவணி）     | Sraavanamu（శ్రావణము）      | Srawan（श्रावण/साउन）                                           |
| 6  | Bhadrapada（भाद्रपद） | Purratasi（புரட்டாசி）  | Bhaadhrapadamu（భాద్రపదము）  | Bhadau（[भाद्र] 错误：{{Lang}}：无效参数：\|3=（帮助） |
| 7  | Āśvina（अश्विन）     | Aiypasi（ஐப்பசி）    | Aasveeyujamu（ఆశ్వయుజము）    | Asoj（आश्विन/असोज）                                             |
| 8  | Kārtika（कार्तिक）    | Kaarthigai（கார்த்திகை） | Kaarthikamu（కార్తీకము）     | Kartik（कार्तिक）                                           |
| 9  | Mārgaśīrṣa（मार्गशीर्ष） | Maargazhi（மார்கழி）  | Maargaseershamu (మార్గశిరము） | Mangsir（मार्ग/मंसिर）                                          |
| 10 | Pauṣa（पौष）      | Thai（தை）       | Pushyamu（పుష్యము）        | Push（पौष/पुष/पूस）                                             |
| 11 | Māgha（माघ）      | Maasi（மாசி）      | Maaghamu（మాఘము）        | Magh（माघ）                                             |
| 12 | Phālguna（फाल्गुन）   | Panguni（பங்குனி）    | Phaalgunamu（ఫాల్గుణము）     | Falgun（फाल्गुन/फागुन）                                           |

這些也是印度國定曆中重新定義的月份名稱。Purushottam Maas或Adhik Maas是印度教曆中的一個額外月份，插入該月份以保持陰曆和陽曆對齊。「Purushottam」是毗濕奴的暱稱，這個月是獻給毗濕奴的。

陽曆中的名字只是太陽行經的黃道十二宮的星座名字。它們是
1. 1月：Mesha
2. 2月：Vrishabha
3. 3月：Mithuna
4. 4月：Kataka
5. 5月：Simha
6. 6月：Kanyaa
7. 7月：Tulaa
8. 8月：Vrishcika
9. 9月：Dhanus
10. 10月：Makara
11. 11月：Kumbha
12. 12月：Miina

### 巴哈伊曆
巴哈伊曆是巴哈伊信仰使用的日曆。它是一種陽曆，常規年（平年）為365天，閏年為366天。年由 19 個月（每個月 19 天）（361 天）組成，外加一個額外的"間歇日"（平年4天，閏年5天）
。月份以上帝的屬性命名。一年中的日子在日落時分開始和結束。

### 伊朗曆（波斯曆）
伊朗/波斯曆法，目前在伊朗和阿富汗使用，一年也有12個月。波斯語的名稱包含在括弧中。它始於北半球的春分。
1. Farvardin（英语：Farvardin）（31日 فروردین）
2. Ordibehesht（英语：Ordibehesht）（31日， اردیبهشت）
3. Khordad（英语：Khordad）（31日， خرداد）
4. Tir (month)（英语：Tir (month)）（31日， تیر）
5. Mordad（英语：Mordad）（31日， مرداد）
6. Shahrivar（英语：Shahrivar）（31日， شهریور）
7. Mehr (month)（英语：Mehr (month)）（30日， مهر）
8. Aban（英语：Aban）（30日， آبان）
9. Azar（英语：Azar）（30日， آذر）
10. Dey（30日， دی）
11. Bahman（英语：Bahman）（30日， بهمن）
12. Esfand（英语：Esfand）（29 日，閏年30日，اسفند）

### 改革后的孟加拉曆法
孟加拉國使用的孟加拉曆遵循太陽月，一年有六個季節。日曆中的月份和季節是：
| No. | 名稱（孟加拉）     | 名稱（錫爾赫特) | 名稱（洛興亞) | 季節            | 日數            | 羅馬月        |
| --- | ------------------ | --------------- | ------------- | --------------- | --------------- | ------------- |
| 1   | Boishakh (বৈশাখ)     | Boishakh        | Boicák        | Grishmo (গ্রীষ্ম)  | 31              | 4月14日 – 5月 |
| 2   | Joishtho (জ্যৈষ্ঠ)    | Zoit            | Zeth          | Grishmo (গ্রীষ্ম)  | 31              | 5月 – 6月     |
| 3   | Asharh (আষাঢ়)       | Aaŗ             | Acár          | Borsha (বর্ষা)    | 31              | 6月 – 7月     |
| 4   | Shrabon (শ্রাবণ)     | Haon            | Cón           | Borsha (বর্ষা)    | 31              | 7月 – 8月     |
| 5   | Bhadro (ভাদ্র)       | Bhado           | Bádo          | Shorot (শরৎ)    | 31              | 8月 – 9月     |
| 6   | Aashin (আশ্বিন)      | Ashin           | Acín          | Shorot (শরৎ)    | 30              | 9月 – 10月    |
| 7   | Kartik (কার্তিক)      | Khati           | Hati          | Hemonto(হেমন্ত)   | 30              | 10月 – 11月   |
| 8   | Ogrohayon (অগ্রহায়ণ) | Aghon           | Óon           | Hemonto(হেমন্ত)   | 30              | 11月 – 12月   |
| 9   | Poush (পৌষ)         | Phush           | Fuc           | Sheet (শীত)      | 30              | 12月 – 1月    |
| 10  | Magh (মাঘ)          | Magh (মাঘ)       | Mak           | Sheet (শীত)      | 30              | 1月 – 2月     |
| 11  | Falgun (ফাল্গুন)      | Fagun           | Fóon          | Boshonto (বসন্ত) | 30 （閏年31日） | 2月 – 3月     |
| 12  | Choitro (চৈত্র)      | Soit            | Soit          | Boshonto (বসন্ত) | 30              | 3月 – 4月     |

## 月文化
- 伊斯兰教
- 星月教

## 註解
1. ↑  更準確地說calends是標示出每個月份的第一天，而不是計算經過的天數。羅馬人沒有計算經過的天數，而是用倒數計時來計算日期。請參閱文章羅馬曆以獲取更詳細的解釋。